# August von Stockhausen
August Wilhelm Ernst von Stockhausen (Turingia, 19 febbraio 1793 – Berlino, 31 marzo 1861) è stato un generale e politico prussiano, Kriegminister della Guerra dal 1850 al 1851.

## Storia
Nasce in Turingia il 19 febbraio 1973.
Nel 1804 si arruola nell'Esercito prussiano e viene assegnato al Feldjägerregiment zu Fuß, nel 1806 partecipa alla Battaglia di Jena e viene catturato dall'Esercito napoleonico.
Tra il 1813 e il 1814 partecipa alla Campagna di Germania del 1813 partecipando alla Battaglia di Lützen, alla Battaglia di Bautzen e alla Battaglia di Parigi.
Nel 1842 viene promosso Capo di Stato Maggiore del Gardekorps comandati da Guglielmo I di Germania e in seguito nel 1848 viene messo a capo della 1ª divisione di fanteria di Königsberg con la quale parteciperà alla Prima guerra dello Schleswig.
Grazie al supporto ottenuto negli anni precedenti dal parlamento prussiano viene scelto per rimpiazzare l'uscente ministro della guerra Karl von Strotha nel febbraio del 1850, in seguito cerca di ottenere supporto per diventare primo ministro, tuttavia non riuscendoci a causa di alcuni attriti tra lui e il regnante Federico Guglielmo IV di Prussia dovuti ad una falsa accusa a suo carico di aver preparato una guerra contro l'Impero austriaco. Nel 1851 viene rimosso dall'incarico di ministro a seguito di una vicenda che l'ha visto non difendere in parlamento una proposta per una paga maggiore per gli ufficiali di alcuni reggimenti di guardia, pertanto viene nominato presidente della commissione generale per le medaglie (Generalordenskommission) fino al 1853, anno in cui uscirà dal parlamento.
Muore a Berlino il 31 marzo 1861.